# Pistola automática
Beretta 93R (Itália)
Uma pistola automática ou pistola-metralhadora(português brasileiro) (em inglês machine pistol) (Em Portugal, o termo pistola-metralhadora se refere às submetralhadoras(português brasileiro) em geral) é uma pistola autocarregável capaz de fogo automático ou em rajadas limitadas.
A primeira pistola automática do mundo foi a Repetierpistole M1912/P16 (versão da Steyr M1912), criada pela Áustria-Hungria durante a Primeira Guerra Mundial.

## Exemplos
- Áustria-Hungria: Repetierpistole M1912/P16 (9×23mm Steyr)
- República de Weimar: M1932/M712 Schnellfeuer (7,63×25mm Mauser/9×19mm Parabellum)
- URSS: Stechkin APS (9×18mm Makarov)
- Tchecoslováquia: Škorpion vz. 61 (.32 ACP)
- EUA: MAC-10 (.45 ACP/9×19mm Parabellum)
- Alemanha Ocidental: Heckler & Koch VP70 (9×19mm Parabellum)
- EUA: MAC-11 (.380 ACP/9×19mm Parabellum)
- Alemanha Ocidental: Heckler & Koch MP5K (9×19mm Parabellum)
- Itália: Beretta 93R (9×19mm Parabellum)
- Israel: Micro Uzi (9×19mm Parabellum)
- Áustria: Glock 18 (9×19mm Parabellum)
- Áustria: Steyr TMP (9×19mm Parabellum)
- Tchecoslováquia: CZ 75 Automatic (9×19mm Parabellum)

## Galeria

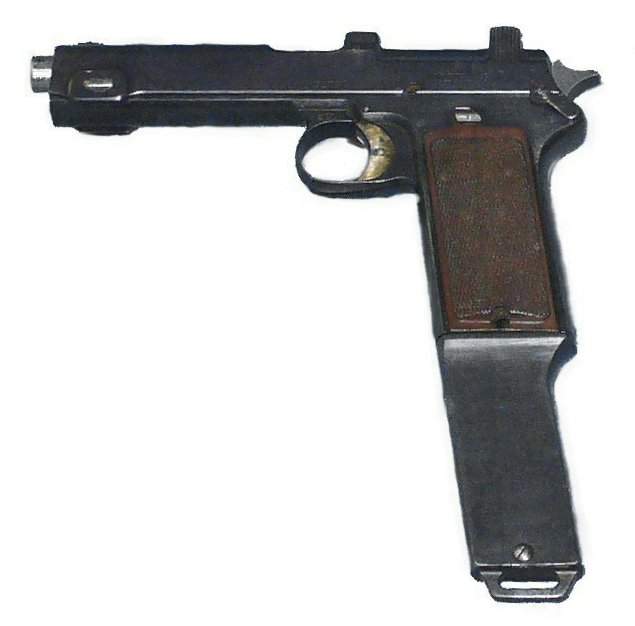
Steyr Repetierpistole M1912/P16
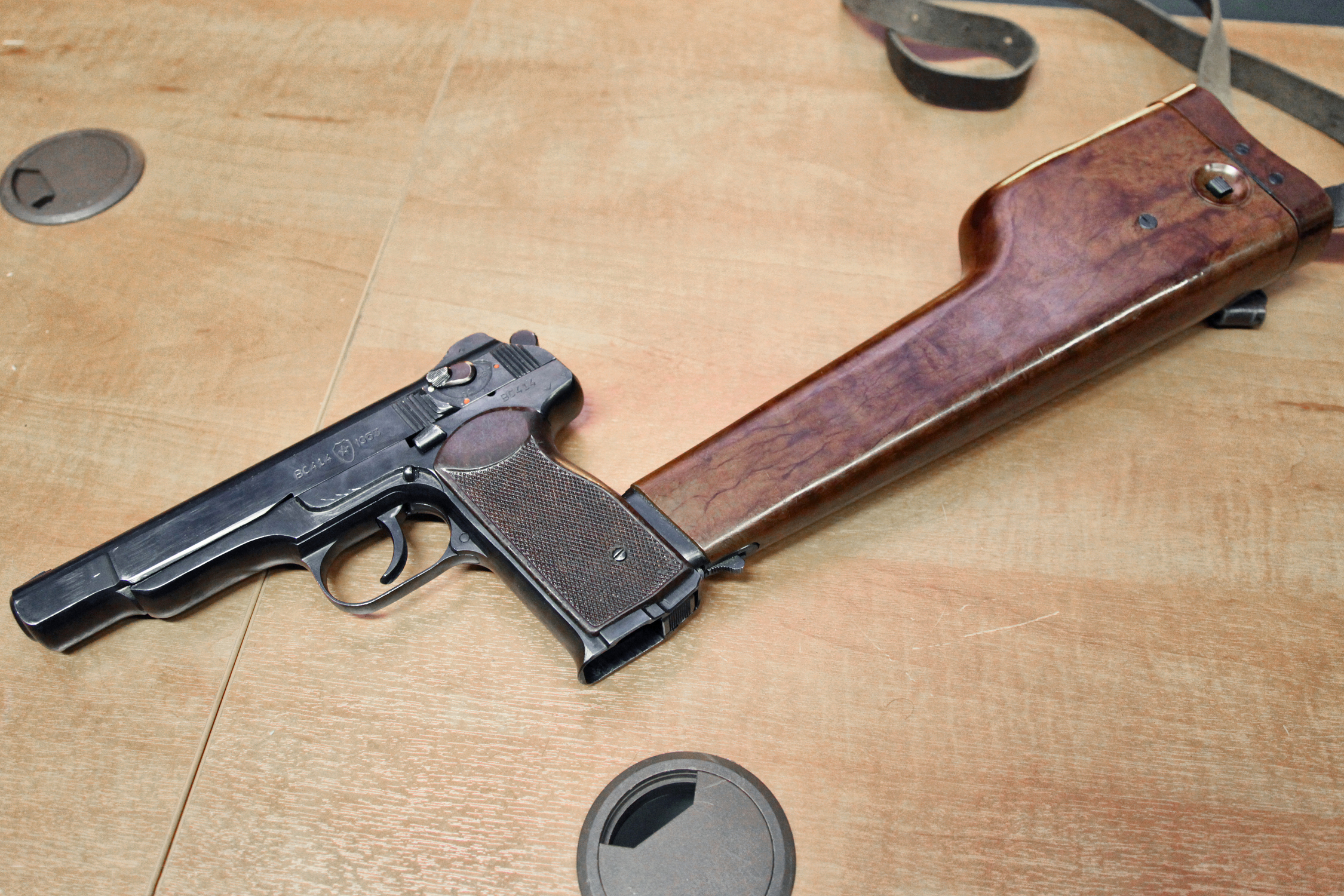
Stechkin APS
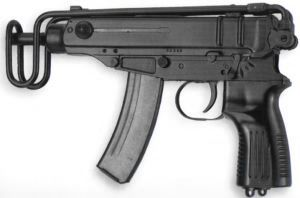
Škorpion vz. 61
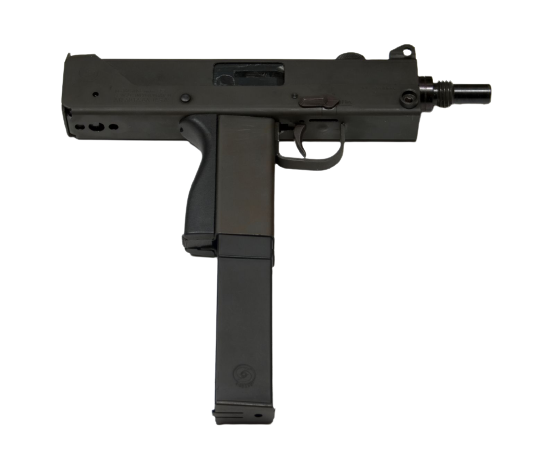
MAC-11, versão compacta da MAC-10
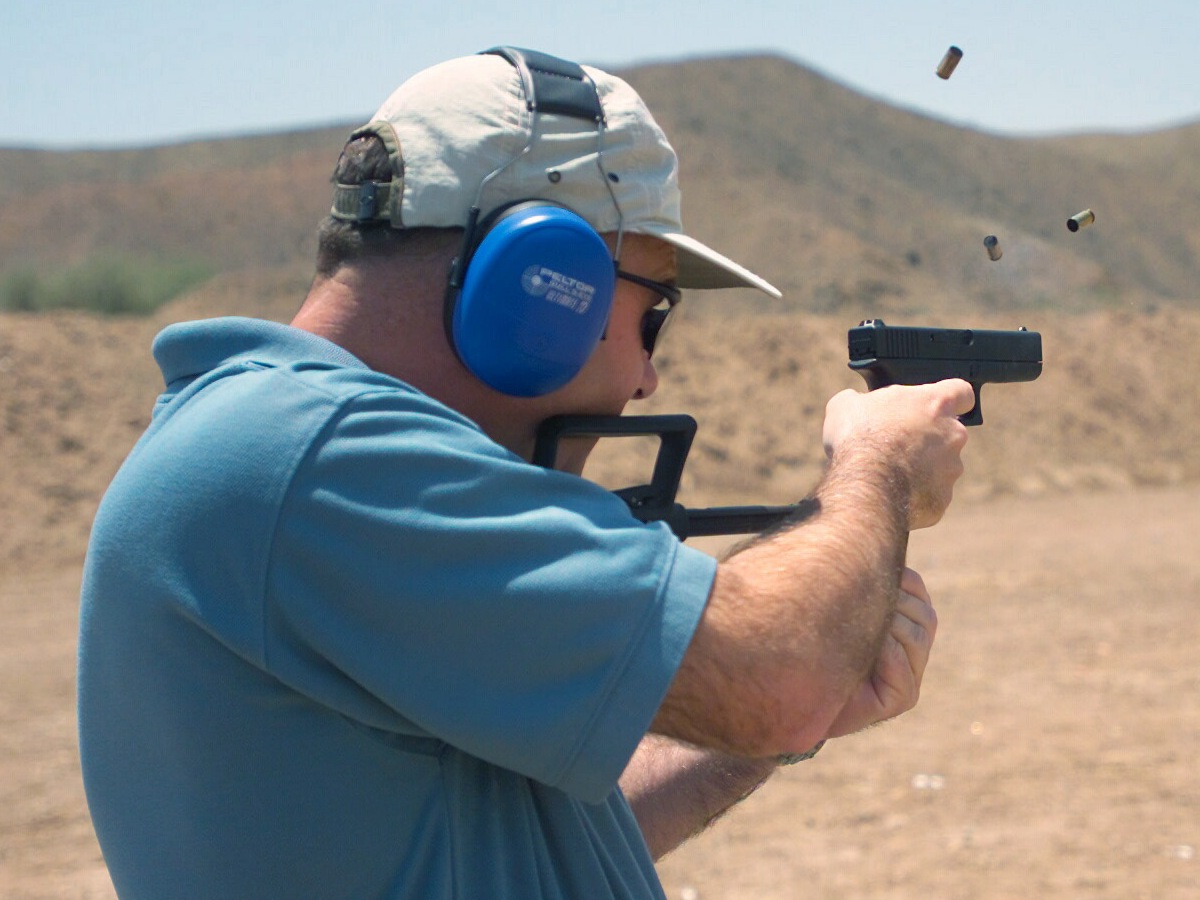
Um homem atirando com uma Glock 18 com coronha de ombro
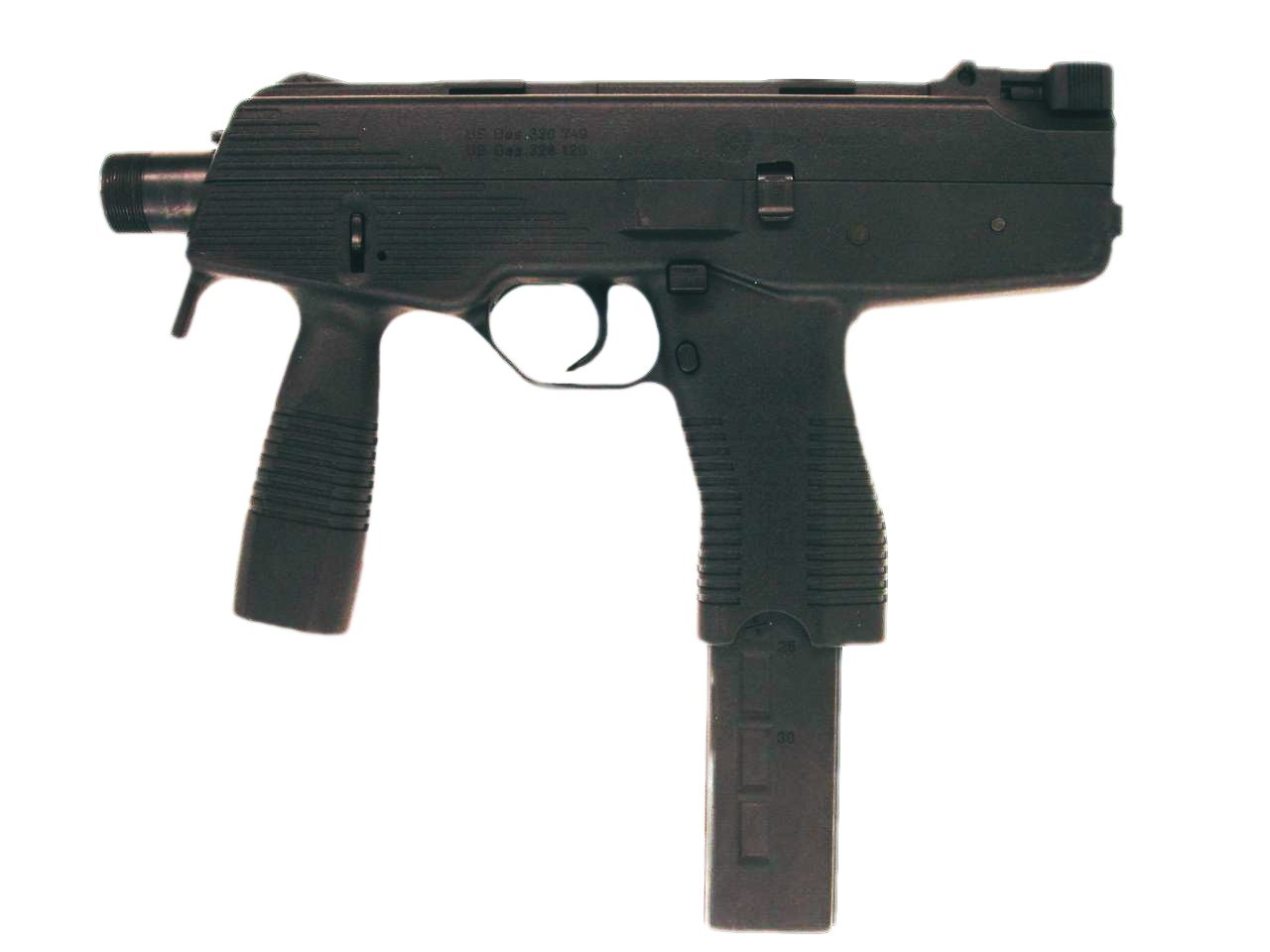
Steyr TMP